# 先天性遗传多毛症
先天性遗传多毛症（hypertrichosis）是一种返祖现象，患者一般在出生后不久全身就长满了乌黑而坚硬的毛，有如傳說故事中的狼人，因此又稱狼人綜合症。患者身体其他状况与常人无异，智力发育也正常。
19世纪墨西哥著名的“胡子小姐”朱莉娅·帕斯特罗娜就是先天性遗传多毛症患者。她出生于1834年，身高只有1.38米，浑身除手掌和脚掌之外都长有坚硬而浓密的毛。朱莉娅后来被父亲抛弃，被一位流浪艺人收留。随后二人结为夫妻，朱莉娅还产下一个女婴，女婴同样浑身长满毛，只存活了36个小时就夭折。据称朱莉娅的遗体其後保存在挪威的奥斯陆医学研究所。
2013年2月，朱莉娅埋葬在故鄉——墨西哥錫那羅亞州，距其死後已經153年
1970年代中国有一位先天性遗传多毛症患者震寰，被称为“中华第一毛孩”，在当时的中国大陆几乎家喻户晓。于震寰曾拒绝了人工脱毛治疗，成了一名职业歌手。

## 外部連結
- Bondeson, J; Miles, A E. . Journal of the Royal Society of Medicine. 1996-07, 89 (7): 403–408  [2021-09-03]. ISSN 0141-0768. PMC 1295857 . PMID 8774541. （原始内容存档于2022-02-10）.